# (6290) 1985 CA2
(6290) 1985 CA2 es un asteroide perteneciente al cinturón de asteroides, región del sistema solar que se encuentra entre las órbitas de Marte y Júpiter, descubierto el 12 de febrero de 1985 por Henri Debehogne desde el Observatorio de La Silla, Chile.

## Designación y nombre
Designado provisionalmente como 1985 CA2. 

## Características orbitales
1985 CA2 está situado a una distancia media del Sol de 2,221 ua, pudiendo alejarse hasta 2,424 ua y acercarse hasta 2,018 ua. Su excentricidad es 0,091 y la inclinación orbital 5,121 grados. Emplea 1209,38 días en completar una órbita alrededor del Sol.

## Características físicas
La magnitud absoluta de 1985 CA2 es 13,6. Tiene 5,434 km de diámetro y su albedo se estima en 0,286. 